# Чара (аэропорт)
«Чара» — региональный аэропорт, расположен в 2 км на северо-восток от села Чара в Забайкальском крае, Россия.

## Принимаемые типыВС
Ан-12, Ан-24, Ан-26, Ан-28, Ан-30, Л-410, Як-40 и др. типы ВС 3-4 класса, вертолёты всех типов. Классификационное число ВПП (PCN) 26/F/D/Y/T.

## Полёты
Аэропорт работает только в светлое время суток. Авиакомпания «Ангара» совершает полёты из Чары в читинский аэропорт «Кадала» 4 раза в неделю. Также «Ангара» вылетает из Чары в Иркутск 1 раз в неделю. Авиакомпания «Аэросервис» совершает 2 полёта в неделю. 
Авиакомпанией «КрасАвиа» поставлены в расписание рейсы из Красноярска с августа 2022 года.

## Статистика
| год        | 2014   | 2015 | 2016 | 2017 |
| пассажиров | 10 841 | 8660 | 7926 | 9035 |
| Источники: |        |      |      |      |

Грузопоток
| Год  | Грузопоток, тонн. |
| ---- | ----------------- |
| 2014 | 48,53 ▲           |
| 2015 | 47,69 ▼           |
| 2016 | 40,72 ▼           |

## Перспективы развития
- Строительство топливозаправочного комплекса (ТЗК)
- Реконструкция аэропорта